# Fairbury (Nebraska)
Pour les articles homonymes, voir Fairbury.
Fairbury est une ville américaine de l'État du Nebraska. Elle est le siège du comté de Jefferson.